# ريتشارد إغان
ريتشارد إغان (بالإنجليزية: Richard Egan)‏ هو دبلوماسي ومهندس وشخصية أعمال أمريكي، ولد في 28 فبراير 1936 في ميلتون في الولايات المتحدة، وتوفي في 28 أغسطس 2009 في بوسطن في الولايات المتحدة بسبب إصابة بعيار ناري.

## وصلات خارجية
- ريتشارد إغان على موقع إن إن دي بي (الإنجليزية)